# Rüdiger May (Autor)
Rüdiger May (* 16. September 1949 in Mülheim an der Ruhr; † 10. März 2024) war ein deutscher Politikwissenschaftler, PR-Berater und Autor. Er war von 1979 bis 1989 Hauptabteilungsleiter im Konrad-Adenauer-Haus.

## Leben
Rüdiger May wurde als Sohn des Schlossers Reinhold May und dessen Frau Elsbeth, geb. Sontowski, in Mülheim geboren. Nach dem Besuch der Volksschule und dem Abitur am mathematisch-naturwissenschaftlichen Mercator-Gymnasium in Duisburg 1968 studierte er Politikwissenschaft, Soziologie und Wirtschaftspolitik an der Rheinischen Friedrich-Wilhelms-Universität Bonn. Im Juni 1975 wurde er bei Hans-Helmuth Knütter am Bonner Seminar für Politische Wissenschaft mit der Dissertation Die junge Arbeitnehmerschaft der Sozialausschüsse. Ein Beispiel zur Untersuchung der CDU am Beispiel einer Randgruppe zum Dr. phil. promoviert.
Er wurde 1968 Mitglied der CDU und war von 1969 bis 1976 Assistent des CDU-Bundestagsabgeordneten Ferdinand Breidbach. Von 1976 bis 1979 war er als Vertreter des Auslandsbüros der Konrad-Adenauer-Stiftung in Quito, Ecuador tätig. 1979 wurde er durch den CDU-Generalsekretär Heiner Geißler nach Deutschland abgeworben. Von 1979 bis 1989 war May Hauptabteilungsleiter Organisation im Konrad-Adenauer-Haus in Bonn. 1989 machte er seinen Vorgesetzten Geißler auf finanzielle Unregelmäßigkeiten in der CDU-Zentrale aufmerksam, daraufhin wurde sein Vertrag durch dessen Nachfolger Volker Rühe als Verwaltungschef aufgelöst. 2000 belastete er Altkanzler Helmut Kohl (CDU) vor dem Untersuchungsausschuss des Deutschen Bundestages zur CDU-Spendenaffäre schwer. Kohl äußerte sich über May folgendermaßen: „einen der Hauptagenten für Geißler“, der in der Bonner Medienlandschaft versuchte „meinen Sturz mit vorzubereiten“.
Nach seiner Tätigkeit für die KAS arbeitete er bis 1993 als Direktor Industriepolitik beim Tabakkonzern Philip Morris in München und Brüssel. 1993 gründete er das PR-Unternehmen European Public Advertisers. 2007 wurde er geschäftsführender Gesellschafter der Lobbyistengruppe Berlinpolis, schied aber aufgrund von Meinungsverschiedenheiten 2008 wieder aus.
Der zuletzt in Teheran im Iran lebende May publizierte mehrere Bücher im Bereich Reiseliteratur.

## Schriften (Auswahl)
- Die junge Arbeitnehmerschaft der Sozialausschüsse. Ein Beitrag zur Untersuchung der CDU anhand einer Randgruppe. (Bonn, Univ., Diss., 1975).
- Wo bleibt unser Geld? Die Ver(sch)wendung der Steuergelder. Econ Verlag, Düsseldorf 1976, ISBN 3-430-16365-X.
- mit Brigitte May: Ecuador und Galapagos-Inseln. Kunst- u. Kulturgeschichte, Orts- und Streckenbeschreibungen, Beschreibung der Flora und Fauna der Galapagos-Inseln, mit Stadtführer Quito. Goldstadtverlag, Pforzheim 1980, ISBN 3-87269-243-7.
- Rallyes mit und ohne Auto. Anregungen für mehr Freizeitspass. Katzmann, Tübingen 1983, ISBN 3-7805-0418-9.
- Reisen mit Pfiff. Ein Reiseplaner für Individualisten. Katzmann, Tübingen 1986, ISBN 3-7805-0429-4.
- mit Rainer Theilacker: Geschäftsreisen planen und organisieren. Reisetips für Manager (= Taschenbücher für die Wirtschaft, Band 50). Sauer, Heidelberg 1988, ISBN 3-7938-7789-2.
- Lean politics. Eine Radikalkur für den Staat. Droemer Knaur, München 1995, ISBN 3-426-80069-1.
- Unglaubliche Geschichten aus Kolumbien, BoD, Norderstedt 2013, ISBN 978-3-7322-3745-6

## Reportage
- Mathis Feldhoff und Volker Steinhoff (Redaktion): Schweigen und leugnen – Schwierige Wahrheitssuche bei CDU-Parteispendenaffäre. Panorama (NDR), 6. April 2000.
- Bimbes – Die schwarzen Kassen des Helmut Kohl, Dokumentation von Stephan Lamby und Egmont R. Koch, 4. Dezember 2017